# Kleinwelka
Kleinwelka (Oppersorbisch: Mały Wjelkow) is een plaats in de Duitse gemeente Bautzen, deelstaat Saksen, en telt 1.314 inwoners (2007). In de plaats zijn de Bautz'ner mosterdfabriek en een dinosauruspark gelegen.

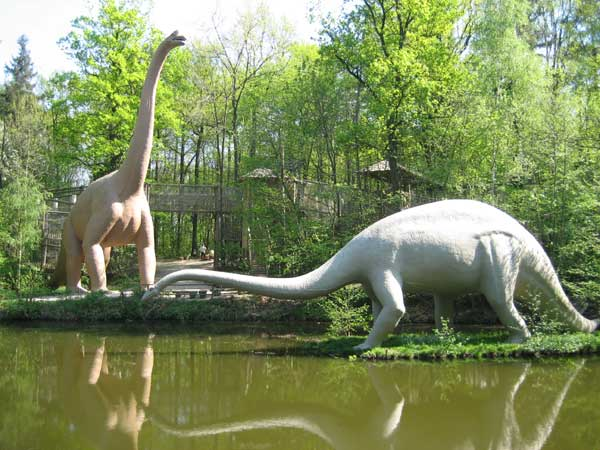
Sauriërpark Kleinwelka